# Zonkarireservoaren
Zonkarireservoaren (georgiska: ზონკარის წყალსაცავი, Zonkaris tsqalsatsavi) är ett vattenmagasin i floden Lilla Liachvi i Georgien, i den del av Inre Kartlien som kontrolleras av utbrytarrepubliken Sydossetien. Reservoaren används för bevattningssystem i gränsområdet mellan Sydossetien och övriga Georgien. Vid reservoaren ligger orterna Zemo Zonkari (ზემო ზონკარი) och Kvemo Zonkari (ქვემო ზონკარი).
Zonkarireservoaren ligger 1 170 meter över havet. I omgivningarna växer i huvudsak blandskog.